# 中環海濱公園

昔日的中環海濱公園

中環海濱公園（英語：Central Promenade）為香港一個位於中環已拆卸的公園，位於交易廣場港景街附近。1993年因中區填海計劃第1期而拆卸，現在成為了港鐵香港站、國際金融中心商場以及國際金融中心的一部分。